# Scriptoplusia
Scriptoplusia es un género de lepidópteros perteneciente a la familia Noctuidae.

## Especies
- Scriptoplusia nigriluna Walker, [1858]
- Scriptoplusia noona Ronkay, 1987
- Scriptoplusia pulchristigma Behounek & Ronkay, 1994
- Scriptoplusia rubiflabellata (Prout, 1921)